# FM 골든디스크
FM 골든디스크는 MBC 표준FM에서 방송되는 팝 음악 전문 라디오 프로그램이다. 짧게 골디라고도 한다. 과거 박원웅, 김기덕 PD 등이 프로그램을 거쳐갔다.

## 역사
1991년 4월 1일에 첫방송을 시작했다. 신설 후 박원웅이, 1993년부터는 김창완이 진행해오다 1997년 봄 개편 때 김창완이 MBC 표준FM "내일로 가는 밤"으로 이적하게 되었고, 그 이후부터 2010년 4월 25일까지 김기덕이 진행하였다. 김기덕이 진행할 당시에는 Antonio Serano의 〈Send In The Clowns〉를 오프닝 시그널로 사용하였다. 이후 2010년 4월 26일부터 2012년 10월 21일까지 가수 이상은이 진행하였고, 2012년 10월 22일부터 2019년 3월 31일까지는 피아니스트 이루마가 진행했으며, 2019년 4월 1일부터 2022년 3월 27일까지 가수 김현철이 진행하였다. 2022년 3월 27일 방송을 끝으로 폐지되었다. 후속 프로그램은 이석훈의 브런치카페가 신설되어 방송중이다. 이후 1년 8개월만에 2023년 11월 20일부터 MBC 표준FM에서 다시 부활하였다가 2024년 6월 3일부터 배순탁의 B side 후속으로 매일 방송으로 확대되었다. 단, 이 프로그램은 모두 전국방송이다.

## 역대 방송 시간
| 방송 채널  | 방송 기간                          | 방송 시간                  |
| ---------- | ---------------------------------- | -------------------------- |
| MBC FM4U   | 1991년 4월 1일 ~ 2022년 3월 27일   | 매일 오전 11:00 ~ 낮 12:00 |
| MBC 표준FM | 2023년 11월 20일 ~ 2024년 5월 31일 | 평일 오전 11:05 ~ 낮 12:00 |
| MBC 표준FM | 2024년 6월 1일 ~ 현재              | 매일 밤 12:00 ~ 새벽 1:00  |